# María San Gil Noain
María San Gil Noain (Sant Sebastià, 15 de gener de 1965) és una política basca del Partit Popular. És llicenciada en Filologia Bíblica Trilingüe per la Universitat de Salamanca.
Fou tinent d'alcalde de l'Ajuntament de Sant Sebastià (1992-2002) i diputada al Parlament Basc (2001 i 2005-2008). Presidí el Partit Popular del País Basc (2004-2008) i fou candidata a presidir la Lehendakaritza per aquest partit a les eleccions autonòmiques de 2005.
El 12 de juliol de 2008 formalitzà la retirada de la política activa amb la renúncia de la presidència del PP d'Euskadi i de l'acta de diputada a la cambra basca. Els motius d'aquesta decisió es fomentaren en les discrepàncies sorgides amb l'estratègia del partit adoptada per Mariano Rajoy. Dies abans anuncià que es retirava de la comissió redactora de la ponència política, que s'havia de debatre en el Congrés del partit d'aquell mateix estiu, davant la possibilitat prevista de pactar amb els nacionalistes bascos.
El 7 de gener de 2009 es va conèixer la notícia que havia fitxat per la FAES, entitat estretament vinculada al PP i presidida per José María Aznar, arran de la seva participació en una taula rodona sobre terrorisme duta a terme el 12 de gener a Santiago de Xile i organitzada juntament amb la Latin American Board i la Universitat de Georgetown.